# Иосиф Туробойский
Иосиф Туробойский — русский писатель, преподаватель, архимандрит Русской православной церкви.

## Биография
Окончил Киевскую академию. Был учителем философии в Киево-Могилянской академии.
В апреле 1701 года приехал в Москву из Киева по приглашению Петра I вместе с малороссийскими монахами (Рафаилом Краснопольским, Афанасием Сокольским, Антонием Стрешовским и другими), призванными усилить преподавание в первом высшем учебном заведении России — Славяно-греко-латинской академии.
Был профессором риторики и префектом Славяно-греко-латинской академии в Москве (С 1703 года). С 1708 года — архимандрит Симонова монастыря.

## Сочинения
Сочинил церемонию встречи Петра Великого при его прибытии в Москву после завоевания Лифляндии, а также надписи на триумфальные арки и картины для вступления Петра Великого в Москву после Полтавской битвы.
Он же написал книгу: «Торжественные врата, вводящие в храм бессмертные славы, непобедимому имени нового Геркулеса, великого победителя Фракии» и т. д. Ему принадлежат гравюра и вирши, поднесенные, с посвящением, Стефану Яворскому; гравюра изображает «Христа, поражающего смерть» (Ровинский, «Русские народ. картинки», т. III, ст. 439, № 1098, стр. 701, № 1684).